# Кучма (Брянская область)
Кучма — хутор в Унечском районе Брянской области в составе Красновичского сельского поселения.

## География
Находится в центральной части Брянской области на расстоянии приблизительно 5 км на северо-запад по прямой от районного центра города Унеча.

## История
Известен с середины XX века, когда здесь работал колхоз «4-й завершающий». На карте 1941 года отмечен как Чертов с 11 дворами.

## Население
Численность населения: 36 человек (русские 100 %) в 2002 году, 22 в 2010.